# Naratologija
Naratologija, teorija pripovedi ali pripovedoslovje je področje literarne teorije. 

## Zgodovina
Termin naratologija je uvedel strukturalist Tzvetan Todorov v delu Grammaire de Décameron, 1969, in ga opredelil kot la science du récit (znanost o pripovedi). Ta pomen potrjuje tudi beseda sama, ki je sestavljenka iz latinskega glagola narrare oz. osnove njegovega namenilnika narratium in starogrške besede logos (beseda, govor, razlaga, pojem, bistvo, nauk). Gre za sistematično raziskovanje, ki svoj objekt preučevanja omejuje na določen tip diskurza, tj. na pripoved.

## Dvoravninski koncept narativne strukture
Osnova njenemu dvoravninskemu konceptu in tako imenovanim binarnim strukturam, na čemer temelji naratološki epistemološki kod, obstaja delno tudi že pri ruskih formalistih. Ti so v kompoziciji literarnih besedil artikulirali binarno opozicijo med fabulo (je področje globinske strukture besedila, je abstraktna stalnica) in sižejem. Razliko med obema pojmoma so opredelili z razporeditvijo posameznih kompozicijskih sestavin na časovni premici, in sicer kot logično urejeno zaporedje dogodkov ter kot enkratno in ne nujno logično razporeditev teh istih dogodkov v konkretnem umetniškem besedilu.
V pojmovnem in terminološkem polju se pojavljajo izrazne dvojice in trojice histoire – discours (Tzvetan Todorov), histoire – récit – narration (Gérard Genette), story – discours (Seymour Chatman) ter story – text – narration (Shlomit Rimmon-Kenan), za katere se zdi, da zaradi svoje nejasnosti pravzaprav ne morejo popolnoma nadomestiti pojmov, iz katerih so izšli, torej fabule in sižeja.
Fabula je kronološko urejeno zaporedje dogodkov, siže  pa je del njegove površinske  strukture in je konkreten in spremenljiv. Fabula je neodvisna od pripovedovanja.

## Predmet raziskovanja
Predmet raziskovalnega interesa ni le pripovedna proza v smislu umetniškega dela, njeno področje je razširjeno tudi na vsa besedila, v katerih se pojavlja pripovedovanje – na ljudsko slovstvo, na tipe pripovedovanja, ki se pojavljajo v znanosti, pravu ter v vsakodnevni jezikovni (govorni in pisni) praksi. To pomeni, da so naratološko zanimiva vsa tista besedila, ki skozi poseben pripovedovanjski postopek kažejo človekov odnos do sveta, ki so dejanja pripovedne komunikacije.
Naratologija se ukvarja s pojmi: pripovedovalec, pripovedna perspektiva, fokalizacija, kronotop in aktantske strukture.

## Naratologi
- Vladimir Propp: Morfologija bajke (1971, slov. prevod 1982) (COBISS)
- Franz Stenzel: Tipissche Erzählsituationen (1955)
- Käte Hamburger: Logika književnosti (1957)
- Wolfgang Kayser: Wer erzählt der Roman (1958)
- Wayne C. Booth: The Retoric of Fiction (1961)
- Jean-Claude Bermond: Le message naratif, Comunications (1964)
- Gérard Genette: Discours du récit (1972) (COBISS)
- Eberhard Lämmert: Bauformen des Erzählens (1975)
- Seymour Chatman: Story and Discourse. Narrative Structure in fiction and Film (1978) (COBISS)
- Roland Barthes: From Work to Text (1979) (COBISS)
- A. J. Greimas: Aktanti, akteri i figure (1979)
- Marjan Dolgan: Pripovedovalec in pripoved (1979) (COBISS) (COBISS)
- Shlomit Rimmon-Kenan: Narrative Fiction: contemporary poetics (1983)
- Miran Štuhec: Naratologija: med teorijo in prakso (2000) (COBISS)